# Memórias Chorando
Memórias Chorando é o nono álbum de estúdio do sambista carioca Paulinho da Viola, lançado em 1976, simultaneamente com Memórias Cantando.

## Faixas
Lado A
1. Cinco companheiros (Pixinguinha)
2. Chorando (Ary Barroso)
3. Cuidado colega (Benedito Lacerda, Pixinguinha)
4. Romanceando (Paulinho da Viola)
5. Cochichando (Alberto Ribeiro, Pixinguinha, João de Barro)

Lado B
1. Rosinha, essa menina (Paulinho da Viola)
2. Oração de outono (Paulinho da Viola)
3. Beliscando (Paulinho da Viola)
4. Segura ele (Benedito Lacerda, Pixinguinha)
5. Choro de memórias (Paulinho da Viola)
6. Inesquecível (Paulinho da Viola)

## Ficha técnica
- Direção de produção: Mariozinho Rocha
- Direção artística: Milton Miranda
- Produção artística: Paulinho da Viola
- Capa: Elifas Andreato
- Fotos: Paulinho da Viola
- Arte final: Alexandre Huzak